# Lull
Pour les articles homonymes, voir Lull (homonymie).
Saint Lull ou Lul (Lullus en latin) né dans le Wessex en 710 et mort à Hersfeld le 16 octobre 786, fut le premier archevêque permanent de Mayence, succédant à saint Boniface, et le premier abbé de l'abbaye d'Hersfeld ; sa fête liturgique est le 16 octobre, jour anniversaire de sa mort.

## Biographie
Lullus, anglais de naissance, élevé au monastère de Malmesbury, dans le Wiltshire, envoyé dans un âge mûr, l'an 782, avec plusieurs personnes de l'un et l'autre sexes; à saint Boniface, pour l'aider dans sa mission. Il était ordonné prêtre en 747, par ce prélat, qui le députa, la même année, au pape Zacharie  pour le consulter sur divers points de discipline, sacré, l'an 768, par le même, pour être son coadjuteur, devint son successeur, l'an 755, dans l'église de Mayence.
On ne voit pas qu'il ait été troublé dans la possession de son siège car tous les critiques s'accordent à rejeter comme faux, un article de la
continuation de la chronique de Bède le Vénérable, où il est dit qu'après la mort de saint Boniface, un nommé Redger fut ordonné
archevêque de Mayence par le pape Étienne II. Il est cependant vrai que ce pontife n'envoya pas le pallium à Lulle et qu'en 775, comme on le verra par la suite, on avait à Rome des
doutes sur la canonicité de son ordination. L'un des premiers soins de Lulle, après la mort de saint Boniface, fut de faire achever l'Abbaye de Fulda, comme il lui en avait donné l'ordre, et d'y transporter le corps du saint. Ce qui ne s'exécuta pas sans opposition de la part du peuple de Mayence.
C'était toujours l'abbé Sturm qui gouvernait ce monastère. Quelques-uns de ces religieux, que sa sévérité avait indisposés, ayant porté plainte auprès du roi Pépin le Bref contre lui, furent appuyés par l'archevêque, et réussirent par son crédit à le faire exiler en 764. Il régnait auparavant entre le prélat et l'abbé, une mésentente dont on explique diversement la cause. Quoi qu'il en soit, Sturm, ayant été rappelé de son exil au bout de deux ans, vécut dans la suite en bonne intelligence avec Lull.
Le roi Pépin étant mort en 768, il s'éleva quelques différends entre Charles, son fils, et le roi Alhred de Northumbrie. Ce dernier et la reine Osgeose employèrent Lull pour faire la paix avec le monarque français, à quoi ils réussirent. Lull ne fut point à l'abri des traits de la calomnie. C'est ce que nous inférons de la commission que le pape Adrien Ier donna, vers l'an 775, à l'archevêque de Reims et à quelques autres prélats français pour informer avec les commissaires du roi-sur l'ordination, de Lull, sa conduite et sa capacité. Nous n'avons point le résultat de cette commission ; mais il est certain que la conduite de Lull fut trouvée irréprochable à Rome, les ennemis de ce prélat le noircirent aussi à la cour de France.
Nous avons une lettre de Charlemagne à un archevêque, disciple de saint Boniface, contenant des reproches sur ce qu'il a négligé l'instruction de son clergé, pour se donner entièrement à celle de son peuple. Bouquet pense qu'elle regarde Lull. Mais les nuages qu'on tâcha de répandre sur sa réputation se dissipèrent avant sa mort survenue le 16 octobre 786, suivant l'opinion la plus commune, dans l'abbaye de Hitsfeld, qu'il avait fondée sur les confins de la Thuringe et de la Hesse. Quelques-uns mettent sa mort en 787, époque de l'ordination de saint Willehad, premier évêque dé Brême, à laquelle il assista suivant un diplôme de Charlemagne, expédié l'an 789, en faveur de cette église.
L'église de l'abbaye impériale de Hersfeld fut le lieu de sa sépulture.